# Olib (település)
Olib (olaszul: Ulbo) falu Horvátországban Zára megyében. Közigazgatásilag Zárához tartozik.

## Fekvése
Zárától légvonalban 45 km-re északnyugatra, Pagtól légvonalban 23 km-re nyugatra, Mali Lošinjtól 30 km-re délkeletre az azonos nevű sziget nyugati, a szomszédos Silba-szigetre néző öblében fekszik ott, ahol a sziget legszűkebb. A sziget nyugati oldalán található a legnagyobb öböl és kikötő Olib, míg a keleti oldalon található Slatinica kikötője és az öbölben a sziget legszebb homokos strandja. A sziget a legalacsonyabb a Zárához tartozó szigetek közül, legmagasabb pontja a Kalac mindössze 74 méterrel emelkedik a tengerszint fölé. Olibot kompjárat köti össze községközpontjával Zára városával. Elsősorban a csendes nyugalmat kedvelőknek ajánlott a pihenésre. A sportok közül a horgászat, a búvárkodás, a szörfözés és a kerékpározás űzhető. A kerékpározást kedvelők a szigetet teljesen körbejárhatják. Olib régen nem volt egységes település, hanem a szigeten több kis telep alakult ki, amelyek a századok során egyesültek.

## Története
Olib szigetét már az ókori görög utazó Sztrabón is említi „Aloip” néven. Ez eredetileg erődített település volt, amely a „Gradina” nevű magaslaton állt. Maga a gradina név is arra utal, hogy itt már az ókorban az illírek egyik törzsének a liburnoknak megerősített településük volt. A sziget liburnok általi lakottságáról ezen kívül más földrajzi nevek is mesélnek. Ilyenek a „Gradina Petrova”, „Zagradina”, valamint a halomsírokra utaló „Garkova gomila”, „Sambore gomile” és „Pasje gomile” nevek. Ezek alapján nyilvánvaló, hogy már a liburnok is a szigetnek ezt a legszűkebb részét választották lakhelyül, ahol a mai Olib település is áll. Ennek fő oka a sziget mindkét partjának közelsége, nyugaton Olib, keleten pedig Samotromac kikötője volt. A római uralom idején jött létre délen a kis Arat-félszigeten a Sveta Nikola-öbölnél az új Aloip település. Ezen a területen ma is sok liburn és római cseréptöredéket lehet találni. A települést később Bíborbanszületett Konstantin császár is említi. A közeli Banjve-öbölben egy 1. századi római villagazdaság, egy 4. századi temető és egy, valószínűleg a „Pax Romana” után épített erődítmény maradványai találhatók. A sziget északnyugati oldalán a Mirine nevű helyen 6. századi romokra és pénzérmékre bukkantak. A romok valószínűleg egy villa rusticához tartoztak. Nem kizárható, hogy az ókorban egyidejűleg több település is létezett a szigeten.
A horvátok fokozatosan települtek be a szigetre a 7. század közepe és a 8. század vége között. Erre a latin eredetű földrajzi nevek, illetve néhány horvát elnevezés is utal. A középkor kezdetén az élet jobbára a várakban és a szigeten található néhány szakrális épület környékén zajlott. Ilyen szakrális épület volt a Banjve-öbölben épített Szent Antal apátság, amely egészen a 19. század elejéig működött, a Szent Miklós templom és temető az azonos nevű öbölben, valamint a sziget északi részén a kis Szent János templom. A sziget középső részén Gradina körül évszázadokon át különálló települések voltak. A velencei uralom idején 1409-től a 17. századig a sziget a zárai nemességnek volt bérbe adva. Az akkori plébániatemplomon a Szent Anasztázia (Sveta Stošija) templomon található felirat szerint 1476-ban Vrlika környékéről a török elől menekülők Jur Cetinjan vezette csoportja telepedett le itt. A 16. században a kalózok elleni védelem céljából felépült a „Kaštel”, vagyis Olib védőtornya. A 17. században a velenceiek a zárai Lantana családnak adták el a szigetet, akik később továbbadták azt és az obiliak felszabadulva a jobbágyterhek alól 1900-ban megváltották a szigetet utolsó birtokosaitól a Filipiktől. Alapiskoláját 1864-ben alapították. 1857-ben 1195, 1910-ben 1331 lakosa volt. Az első világháborút követően Olib előbb a Szerb-Horvát-Szlovén Királyság, majd Jugoszlávia része lett. A rossz életkörülmények, a foglalkoztatás hiánya miatt már az I. világháború előtt megkezdődött a lakosság főként Amerikába történő elvándorlása, amely a második világháborút követően is folytatódott és egyre drámaibb méreteket öltött. A lakosság csökkenését a turizmus fejlődése sem tudta megállítani. A szigetnek 2011-ben mindössze 140 lakosa volt.

## Lakosság
| Lakosság változása | Lakosság változása | Lakosság változása | Lakosság változása | Lakosság változása | Lakosság változása | Lakosság változása | Lakosság változása | Lakosság változása | Lakosság változása | Lakosság változása | Lakosság változása | Lakosság változása | Lakosság változása | Lakosság változása | Lakosság változása |
| ------------------ | ------------------ | ------------------ | ------------------ | ------------------ | ------------------ | ------------------ | ------------------ | ------------------ | ------------------ | ------------------ | ------------------ | ------------------ | ------------------ | ------------------ | ------------------ |
| 1857               | 1869               | 1880               | 1890               | 1900               | 1910               | 1921               | 1931               | 1948               | 1953               | 1961               | 1971               | 1981               | 1991               | 2001               | 2011               |
| 1.195              | 1.297              | 1.256              | 1.371              | 1.495              | 1.331              | 1.331              | 1.128              | 914                | 805                | 585                | 569                | 226                | 714                | 147                | 140                |

## Nevezetességei
- A sziget természeti látványossága a déli részen a Kalac nevű magaslat alatt található "Cukrov dolac" nevű beszakadás, amely a körülvevő lépcsőzetes kőfallal amfiteátrumra hasonlít.
- Kitűnő állapotban maradt fenn az Olib kikötő végében a Kaštel torony,[4] a sziget 16. századi, a kalózok ellen épített védőtornya. A torony durván faragott, szabálytalan helyi kőből épült, mészhabarcs kötéssel. A torony kétemeletes, négyzet alaprajzú (7 x 7 méteres), és mintegy 12 méter magas. Felül pártázatos fallal védett terasszal zárul. A torony fala mentén több keskeny nyílás, puskalőrés látható. A torony főbejárata az első emeleten található, és felvonóhíddal, valamint rámpával lehetett megközelíteni. A torony körül a második emelet felett egy sor konzolos párkány fut, amelyek eredetileg egy fa járófelületet hordoztak. Stílusbeli sajátosságai alapján a tornyot a 16. századra keltezik.
- A középkori Szent Antal apátság romjai a Banjve-öbölben.
- Olib északi részén található a Szent János templom maradványa.
- Olib Szent Anasztázia (Sveta Stošija) tiszteletére szentelt régi plébániatemploma 1412-ben épült, 1632-ben meghosszabbították és megújították, ezt a bejárat feletti kereszt és a bevésett évszám igazolja, majd 1868-ban újra megújították. 1892-ig ez volt Olib plébániatemploma. Három oltára van. A mai főoltárt 1868-ban márványból faragták, előtte aranyozott, fából faragott és szobrokkal díszített oltára volt. A templomot temető övezi. Itt található Juraj Cetinjanin plébános 1519-ben faragott glagolita feliratos sírkőlapja.[5]
- Az 1872-ben épített plébániaházban őrzik az egyházi és néprajzi gyűjteményt glagolita kódexekkel.[5]
- Olib Nagyboldogasszony tiszteletére szentelt új plébániatemploma 1899-ben épült egy 1560-ból származó és 1769-ben átépített kápolna helyén. A templomnak öt márvány oltára van: a főoltár Mária mennybevétele (Szent Mihály főangyallal, Szent Vince vértanúval és Ferrer Szent Vincéval, a mellékoltárok bal oldalon Szent Simon és Páduai Szent Antal, a jobb oldalon a Szent Család és a Szent Lélek tiszteletére vannak szentelve. A kagyló formájú keresztelőmedence hátterében a falon dombormű látható Keresztelő Szent János és Jézus ábrázolásával. A templom közepén bal oldalon fából faragott fedett szószék található. A templomot 1905-ben szentelte fel az olibi születésű dr. Vinko Pulišić akkori šibeniki püspök, aki 1912-ben egy nagy márvány oltárt adományozott a templomnak. A templomot 1999-ben teljesen megújították. A harangtornyot felirata szerint 1869-ben „segítség nélkül” a hívek maguk építették.[5]
- Olib településtől keletre a Smatvorac kikötő felé vezető út mellett áll az 1888-ban épített Szent Rókus templom. Márvány oltárán Szűz Mária, Szent Rókus és Szent Sebestyén ábrázolásai láthatók. Harangtornyában egy harang található, amelyet 1929-ben Vinko Pulišić zárai érsek adományozott. A templomot ugyanő szentelte fel 1922-ben.[5]
- A sziget délnyugati részén a Sveti Nikola-öbölben a kikötő mellett található az 1881-ben épített Szent Miklós templom. A régi 17. századi templomból alakították ki a mai templom sekrestyéjét. A homlokzat feletti harangtoronyban egy harang található. Oltárképei Szent Miklóst, a Havas Boldogasszonyt és Keresztelő Szent Jánost ábrázolják.1917-ben szentelte fel Vinko Pulišić zárai érsek.[5]
- A Banjve-öbölben római kori villagazdaság és erőd romjai, valamint egy 4. századi temető láthatók.

## Galéria
- Olib szigetének fekvése a Zárai szigetvilágban
- Szárazon épített kőfal a szigeten
- Öböl kis kikötővel Olibon

## Fordítás
Ez a szócikk részben vagy egészben  az   Olib (Zadar) című horvát Wikipédia-szócikk ezen változatának fordításán alapul.  Az eredeti cikk szerkesztőit annak laptörténete sorolja fel. Ez a jelzés csupán a megfogalmazás eredetét és a szerzői jogokat jelzi, nem szolgál a cikkben szereplő információk forrásmegjelöléseként.